# George Radcliffe
George Radcliffe (Overthorpe, 1599 – Flessinga, 1657) è stato un politico britannico.
Segretario di Thomas Wentworth, I conte di Strafford, nel 1627 fu imprigionato con il suo principale perché si rifiutò di cedere a una richiesta di prestito forzoso.
Nel 1633 seguì Wentworth in Irlanda e fino al 1640 fece parte del Consiglio privato irlandese. Negli ultimi anni fu fedele al futuro Carlo II d'Inghilterra e lo seguì nell'esilio in Europa.